# الأكاديمية الطبية العسكرية (مصر)
الأكاديمية الطبية العسكرية هي إحدى المنشآت العلمية التابعة للقوات المسلحة المصرية والتي أنشأت في عام 1979 للاستفادة من خبرات أطباء القوات المسلحة وتهدف إلى تدريب وتعليم ضباط الخدمات الطبية والقيام بالدراسات التخصصية المختلفة وإجراء البحوث الطبية في مختلف علوم الطب العسكرى والإكلينكى.

## أهداف الأكاديمية
اللحاق بالتطور السريع للعلوم الطبية وتسهيل حصول أطباء القوات المسلحة على تدريب وتأهيل أكاديمي عالى ومستمرمما يسمح لهم بالوصول إلى تقديم خدمة طبية متميزة وذلك من خلال:
- زيادة عدد ونسبة الأطباء المؤهلين تأهيل عالي داخل القوات المسلحة
- رفـع مستوي إتقان التعليم والتدريب للحاصلين على المؤهل العالي في التعليم الطبى المستمر

## المعاهد التابعة
- معهد طب الطيران والفضاء العسكرى
- معهد الصحة والوقائيات العسكرى
- معهد الطب البحرى
- معهد الطب العسكرى

## رؤساء الأكاديمية
- لواء طبيب / محمد سعد الدين عمر (أبريل 1979 – ديسمبر 1980)
- لواء طبيب / حسين محمد بدر الدين (ديسمبر 1980 – ديسمبر 1983)
- لواء طبيب / محمد عباس أحمد حامد (يناير 1984 – يونيو 1985)
- لواء طبيب / عادل أمين محمد أمين (يوليو 1985 – ديسمبر 1986)
- لواء طبيب / عادل احمد قدرى (يناير 1987 – يونيو 1987)
- لواء طبيب / عبد السلام سيد جمعة (يوليو 1987 – يونيو 1989)
- لواء طبيب / محمد محمد صقر (يوليو 1989 – يونيو 1991)
- لواء طبيب / فهمى السيد أحمد (يوليو 1991 – ديسمبر 1991)
- لواء طبيب / إسماعيل محمود صبري (يناير 1992 – يونيو 1994)
- لواء طبيب / أسعد سامح عبد الهادي (يونيو 1994 – ديسمبر 1994)
- لواء طبيب / إبراهيم عبد الخالق (يناير 1995 – ديسمبر 1995)
- لواء طبيب / محمود سامى طلبة (ديسمبر 1995 – مارس 1996)
- لواء طبيب / محمد ممدوح مهدى (مارس 1996 – أغسطس 2002)
- لواء طبيب / محمد محجوب خيرى (أغسطس 2002 – أغسطس 2003)
- لواء طبيب / عبد السلام الشاذلي (سبتمبر 2003 - يونيو 2006)
- لواء طبيب / عمر هيكل (يوليو 2006 - أغسطس 2012)
- لواء طبيب / هشام عبد الرؤوف علي (سبتمبر 2012 - ديسمبر 2014).
- لواء طبيب / أحمد حسن فوزي التاودي (ديسمبر 2014 - أبريل 2020).[4]
- لواء طبيب دكتور / غادة صلاح المنباوي (أبريل 2020 - يونيو 2022).[4]
- لواء طبيب / أمين فؤاد شاكر.[5]
- لواء طبيب / طارق رفعت النجدي.[2]

## مجالس إدارة الأكاديمية
- مجلس الأكاديمية الطبية العسكرية

1. رئيس الأكاديمية الطبية العسكرية.
2. نائب رئيس هيئة التدريب بالقوات المسلحة.
3. رئيس أركان إدارة الخدمات الطبية للقوات المسلحة.
4. مديري المعاهد التابعة للأكاديمية.
5. كبير الأطباء الجراحين بالقوات المسلحة.
6. كبير الأطباء الباطنيين بالقوات المسلحة.
7. أقدم الرؤساء بالأقسام الخاصة وفقاً للأقدمية العامة.
8. خمسة من أساتذة الجامعات (عمداء الكليات) وعضو من المجلس الأعلى للجامعات.
9. نائب رئيس الأكاديمية الطبية العسكرية (أمين سر).

- المجلس الأعلى للأكاديمية الطبية العسكرية
- المجالس الطبية التخصصية العليا
- مجلس المستشارين للتخصصات الطبية المختلفة

يضم جميع السادة المستشارين كل في تخصصه ورؤساء اقسام بالمستشفيات التعليمية ويجتمع مرة كل (شهر)، حيث يتم مناقشة ووضع خطة لتدريب وتأهيل الاطباء وتقييم المشاركة العلمية داخل القوات المسلحة وخارجها مع الجامعات والجمعيات الطبية المصرية وكذلك العلاقات بين المستشفيات المختلفة والاقسام المختلفة داخل المستشفيات. ويتم دعوة عدد من أعضاء مجالس كليات الطب مع مجلس المستشارين لوضع خطة التعاون والمشاركة والتآخى مع كليات الطب المصرية والمراكز البحثية ويتم عرض نشاط الأكاديمية في الفترة السابقة.